# Viola tectiflora
Viola tectiflora är en violväxtart som beskrevs av Wilhelm Becker. Viola tectiflora ingår i släktet violer, och familjen violväxter. Inga underarter finns listade i Catalogue of Life.